# Valentin Petrovich Kataev
Valentin Petrovich Kataev (còn viết là Katayev hoặc Kataiev; tiếng Nga: Валентин Петрович Катаев; 28 tháng 1 [lịch cũ 16 tháng 1] năm 1897 – 12 tháng 4 năm 1986) là một tiểu thuyết gia và nhà soạn kịch Nga và Liên Xô. Tác phẩm của ông thể hiện cái nhìn sắc sảo về điều kiện xã hội hậu cách mạng vượt lên trên văn phong chính thống Xô Viết tầm thường. Kataev được biết tới là người đã đề xuất ý tưởng tiểu thuyết Mười hai chiếc ghế cho em trai Yevgeni Petrov và Ilya Ilf. Đổi lại, Kataev yêu cầu tất cả các ấn bản và bản dịch tiểu thuyết này đều cần phải đề là tặng ông. Sức tưởng tượng, sự rung cảm và sức sáng tạo không ngừng của Kataev đã khiến ông trở thành một trong những nhà văn Xô Viết xuất sắc nhất.

## Sự nghiệp
Katayev sinh tại Odessa (nay thuộc Ukraina). Ông bắt đầu làm thơ từ khi còn học trung học. Năm 1915, đang dở dang sự học thì ông nhập ngũ và tham gia Chiến tranh thế giới thứ nhất trong đoàn pháo binh. Sau Cách mạng tháng 10, ông được động viên vào phục vụ trong Hồng quân Liên Xô. Năm 1920, ông làm nhà báo ở Odessa, đến năm 1922 thì chuyển đến Moskva và làm việc cho tờ Gudok. Giai đoạn các thập niên 1950 và 1960, ông làm biên tập viên cho tạp chí Yunost (Tuổi trẻ).
Năm 1926, ông ra mắt tiểu thuyết đầu tay Rastratchiki (Bọn tham ô), in trong tạp chí Krasnaya Nov. Tiểu thuyết trào phúng về thói quan liêu dưới chế độ mới, trong đó hai nhân vật chính trong sách là hai quan chức "ít hay nhiều theo bản năng hoặc vô tình đã âm mưu lừa dối nhà nước Xô Viết". Tiểu thuyết được đón nhận nồng nhiệt và được chuyển thể sân khấu vào tháng 4 năm 1928. Truyện được chuyển thể thành phim vào năm 1931.
Kataev tự mình phát triển một phong cách viết mà ông gọi là "nhật ký trữ tình" pha trộn tự truyện và hư cấu. Năm 1966, tạp chí văn học Novy Mir cho in tác phẩm Trava zabveniya mà hai năm sau đó được ấn hành dưới nhan đề Svyatoy kolodets: Trava zabveniya (Giếng thánh). Trong tác phẩm này, Kataev đan kết các cảnh sống ở gia đình ông, bạn bè ông và người ông yêu, các sự kiện trong lịch sử Xô Viết và các ký ước về các chuyến đi của ông đến Mỹ thành một dạng tự truyện dòng-suy-tưởng. Một số nhà phê bình coi sách này là tác phẩm tóm tắt cả sự nghiệp của Kataev.
Dodona Kiziria miêu tả Kataev là "một trong những nhà văn xuất chúng nhất nước Nga hiện đại. Trong số các tác giả viết văn bằng tiếng Nga thì chỉ có Nabokov có thể xứng làm đối thủ [của Kataev] xét về khả năng chuyên chở hầu như chính xác các hình ảnh về hiện thực quan sát được bằng thị giác."